# Schauertal

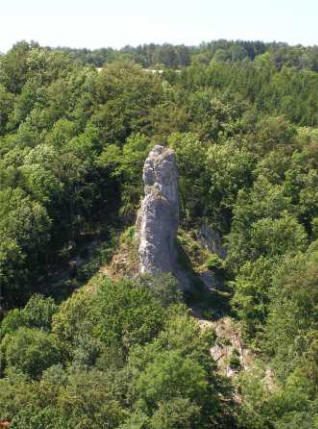
Felsen: Schauertaler Turm

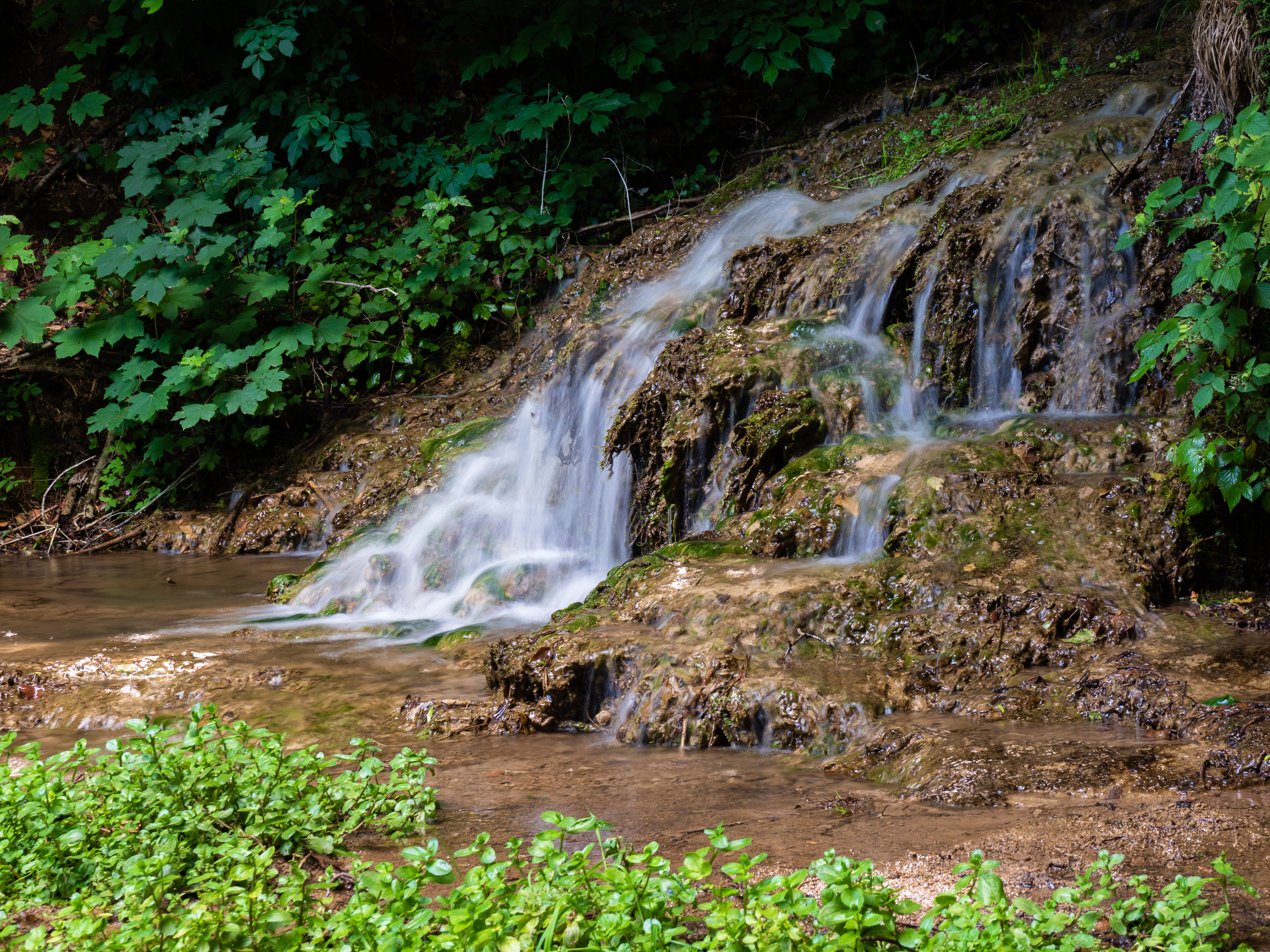
Sinterkaskade Schauertal

Das Schauertal in Streitberg (Markt Wiesenttal, Landkreis Forchheim, Bayern) ist ein Straßenzug, der von der Streitberger Ortsmitte bergauf, umrahmt von Felsen und der Burgruine Streitberg, vorbei an Parkplätzen für Besucher der Binghöhle, in Richtung Störnhof verläuft.
Im oberen Teil des Schauertals entspringt der Wedenbach mit Wasserfall, Sinterterrassen und Wasserrad, an dem ein befestigter gut begehbarer Weg (teils mit Treppen) entlangführt. Auch ist der Wedenbach zum Teil in den Geologischen Erlebnispfad eingebunden. Der Wedenbach ist bis zum Anfang der Dorfmitte offen, fließt dann unter Streitberg hindurch, ist in der Parkanlage Wagnersgarten wieder freigelegt und mündet an der Brücke nach Niederfellendorf (Richtung Familienschwimmbad) in die Wiesent.
Das Schauertal ist der direkte Zugang zur Binghöhle, der Burgruine Streitberg, dem Wiesenttaler Oberland (in Richtung der Landkreise Bamberg und Bayreuth), mehreren Kalksteinfelsen mit eingetragenen Kletterrouten und vielen Wanderwegen und Aussichtspunkten in und um Streitberg.

## Bildergalerie

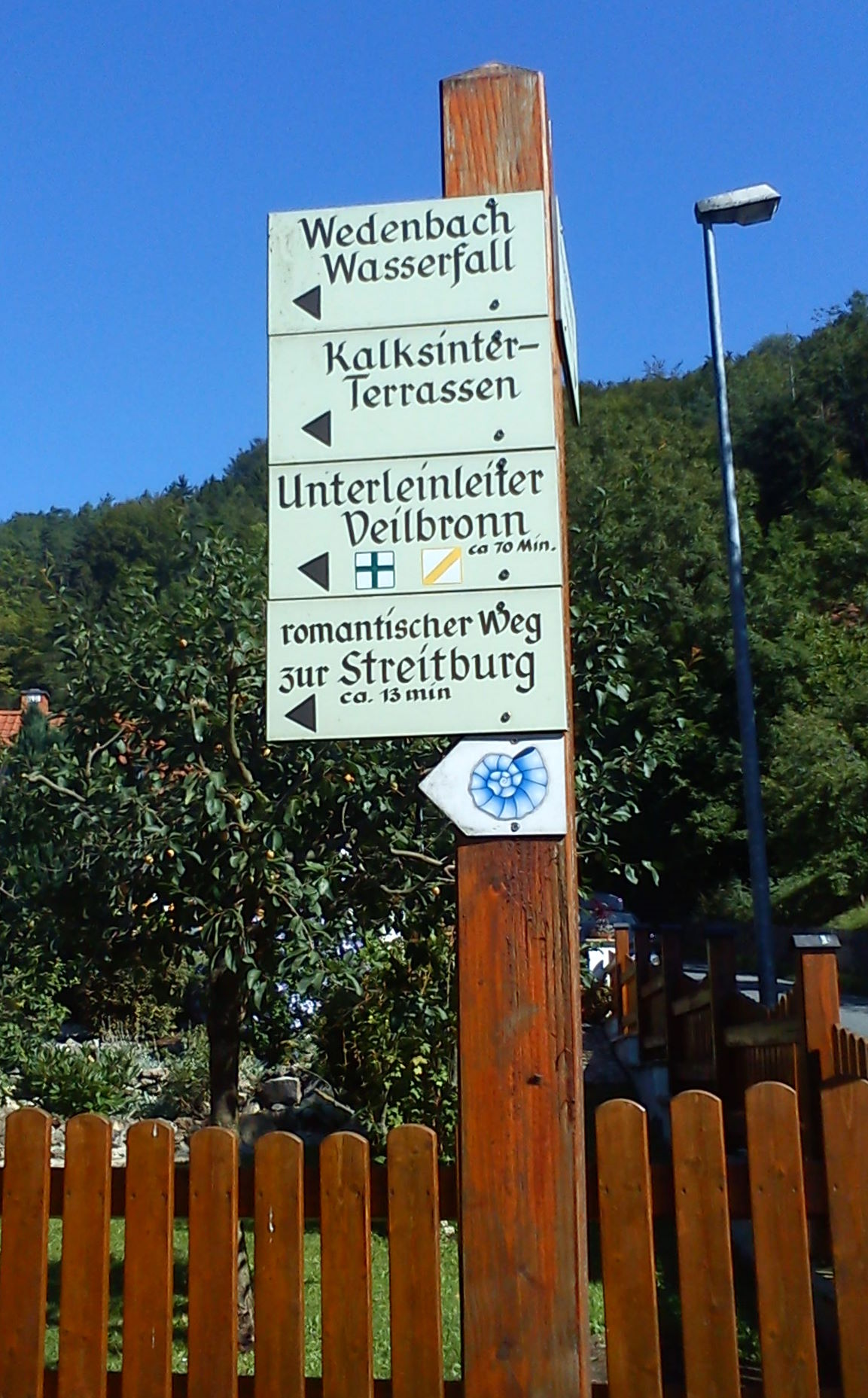
Wegweiser
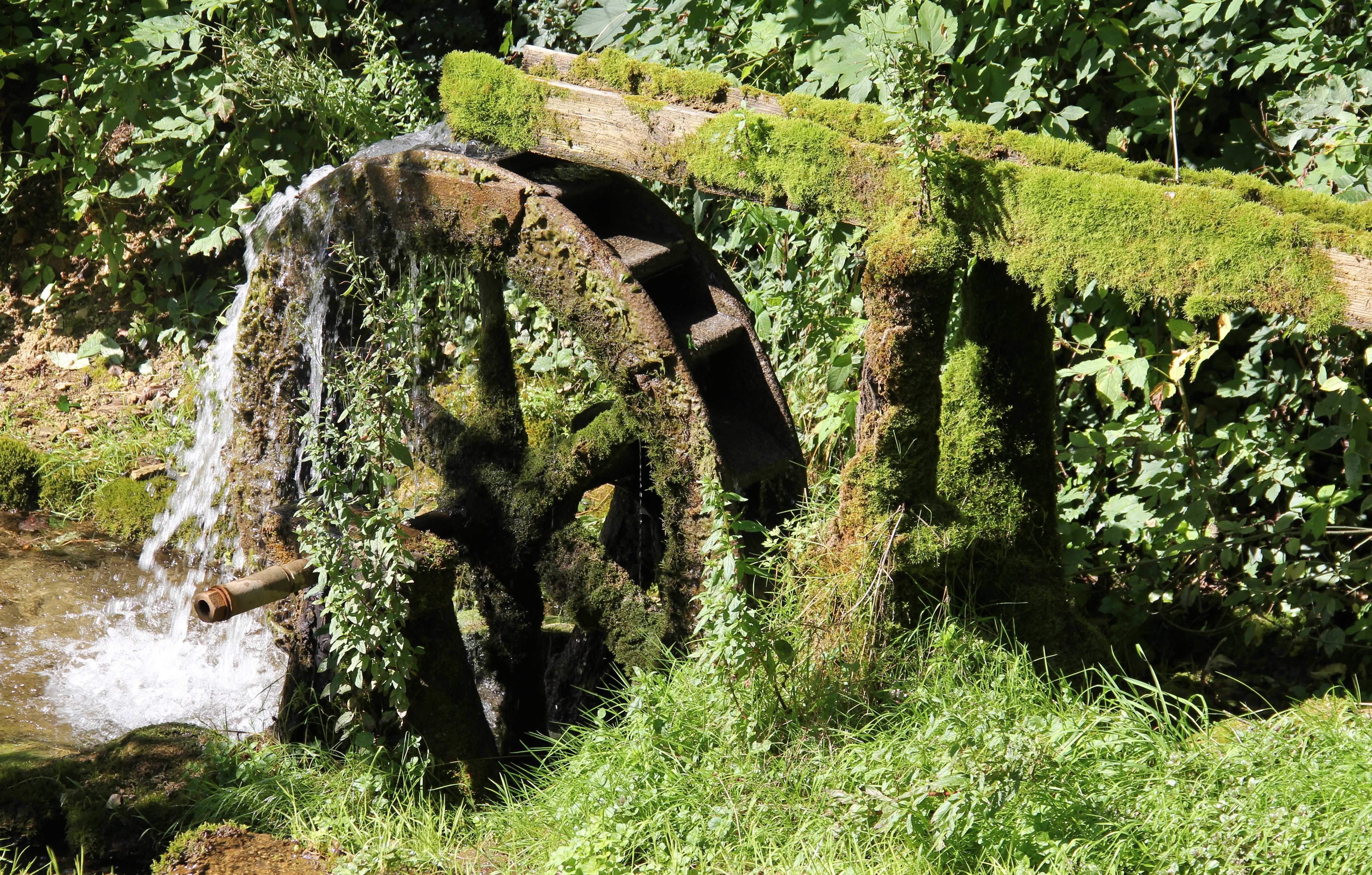
Wasserrad
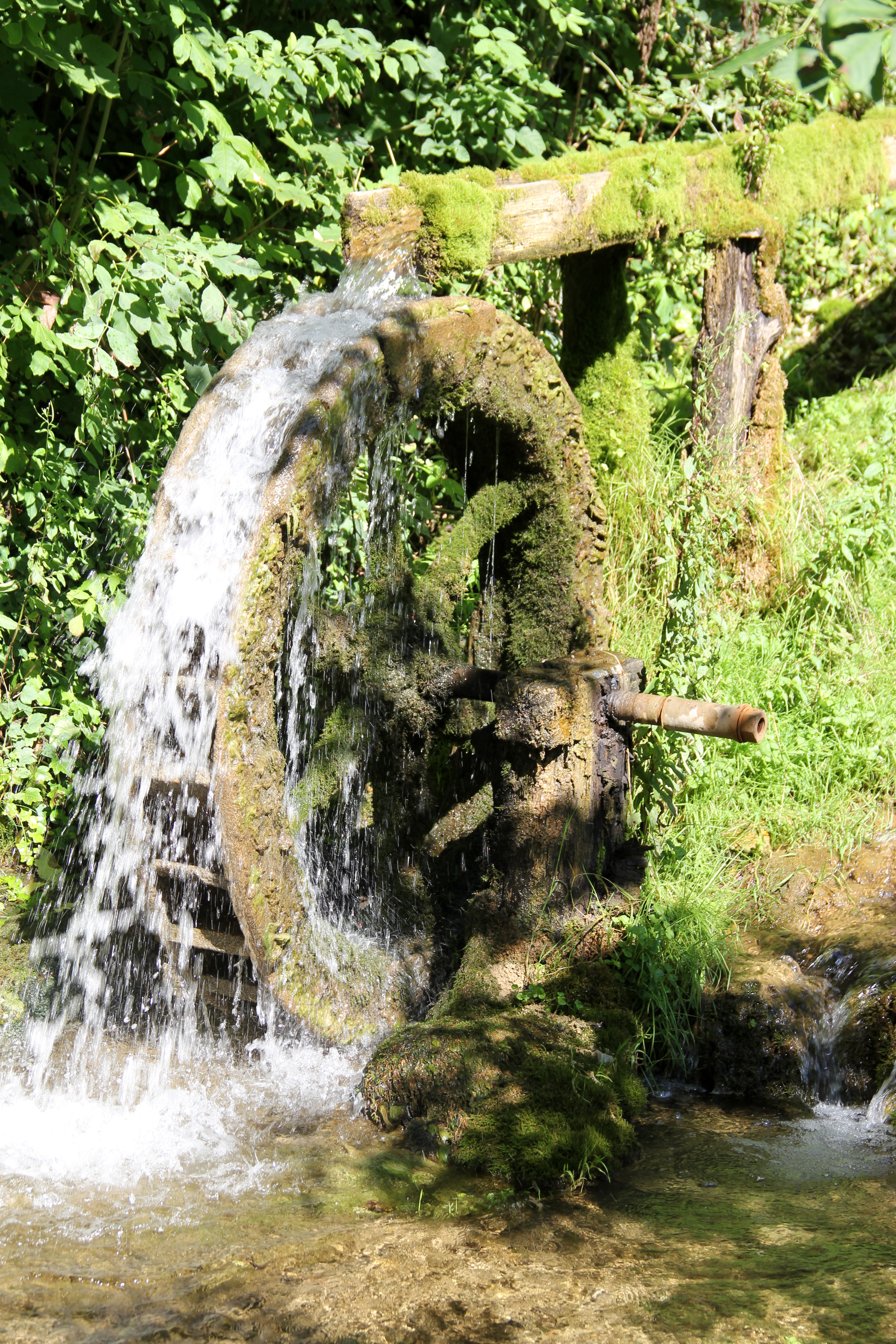
Wasserrad
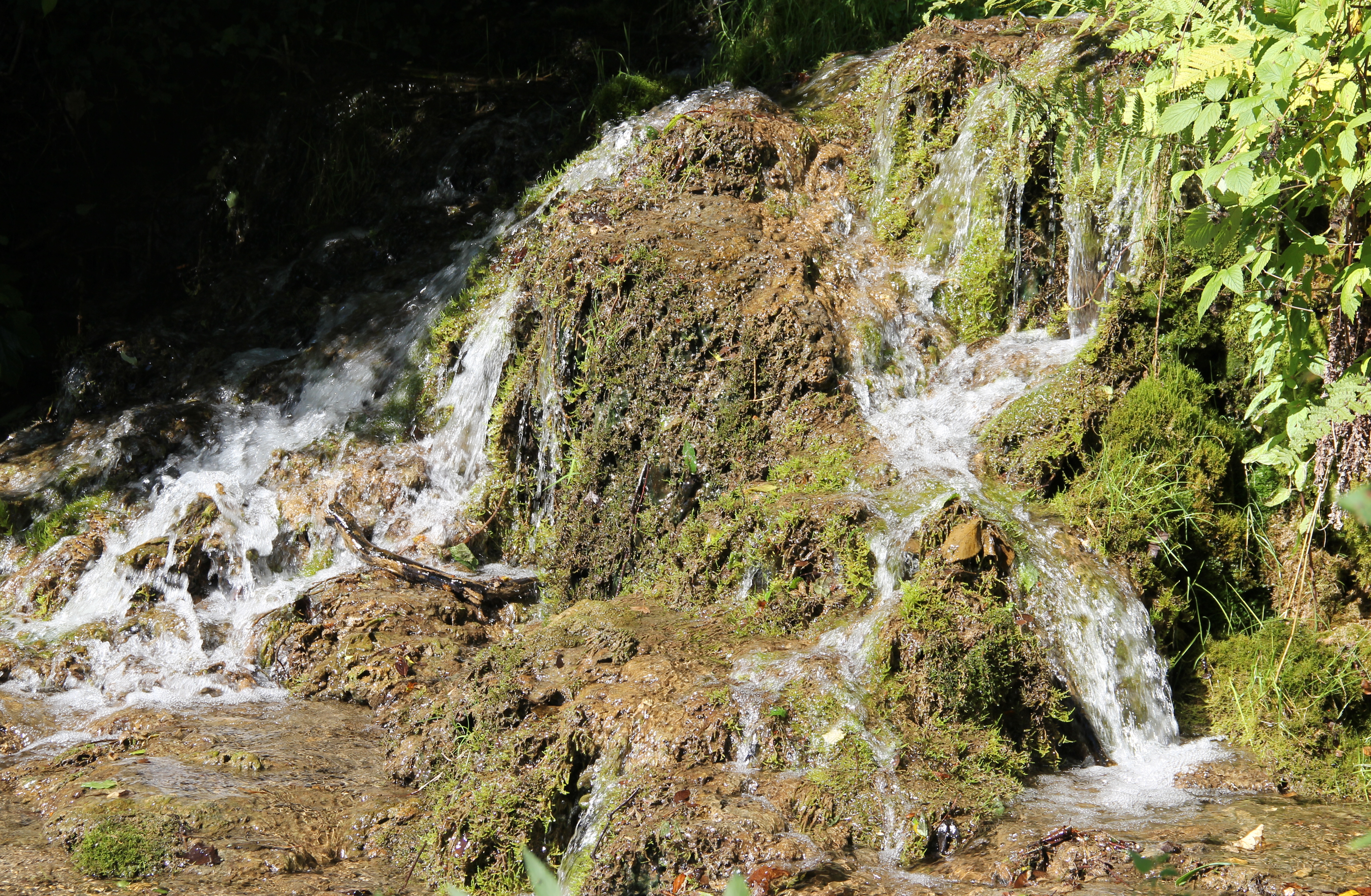
Wedenbach Kaskaden
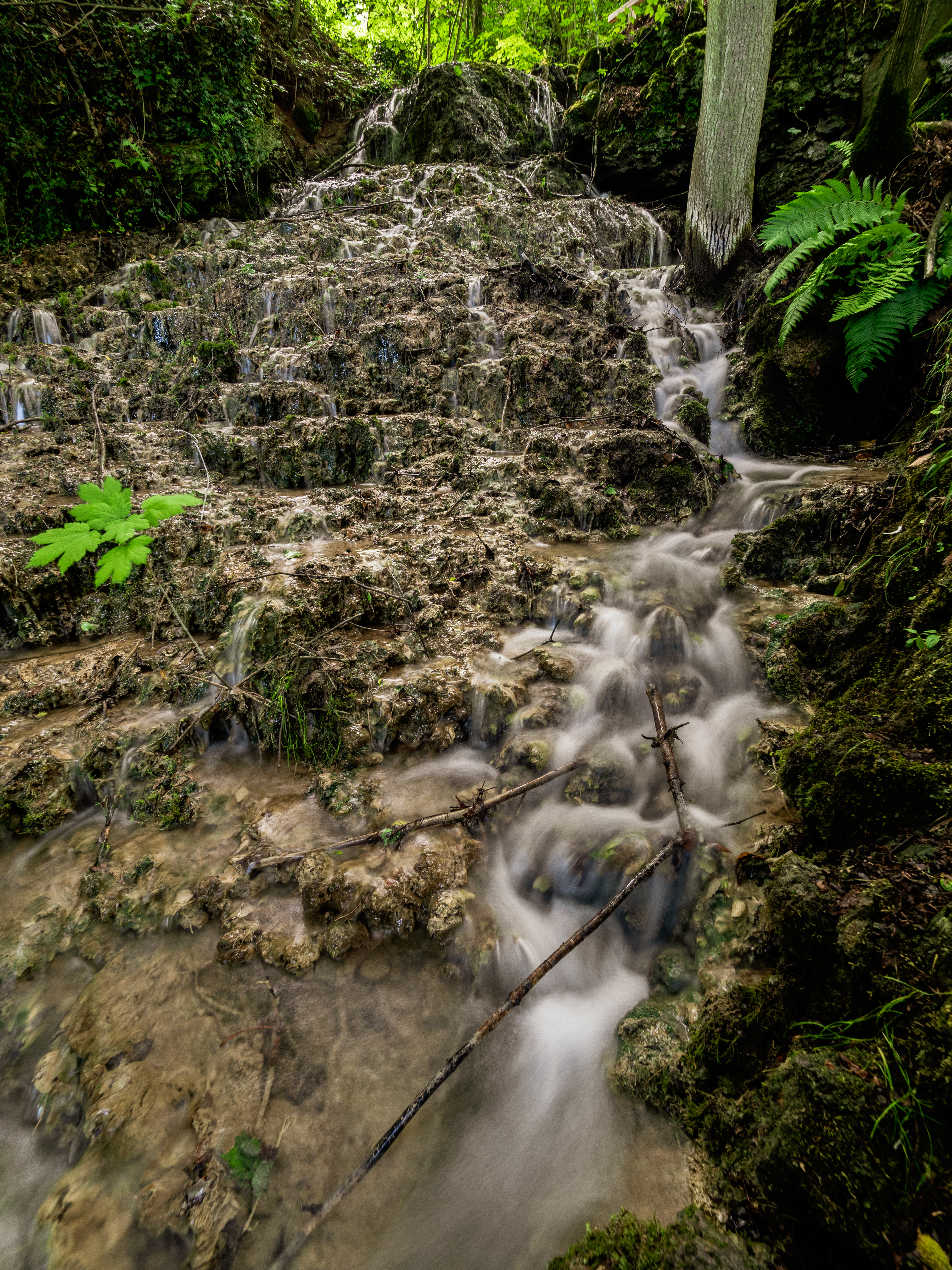
Sinter